# Élections législatives de 1967 dans le Rhône
Les élections législatives françaises de 1967 se déroulent les 5 et 12 mars 1967. Dans le département du Rhône, dix députés sont à élire dans le cadre de dix circonscriptions.

## Élus
| Circonscription | Député sortant                                    | Parti | Parti   | Député élu ou réélu   | Parti | Parti          |
| --------------- | ------------------------------------------------- | ----- | ------- | --------------------- | ----- | -------------- |
| 1re             | René Caille                                       |       | UNR-UDT | René Caille           |       | UD-Ve          |
| 2e              | Henri Guillermin                                  |       | UNR-UDT | Henri Guillermin      |       | UD-Ve          |
| 3e              | Édouard Charret                                   |       | UNR-UDT | Édouard Charret       |       | UD-Ve          |
| 4e              | Pierre-Bernard Cousté suppléant de Maurice Herzog |       | UNR-UDT | Louis Joxe            |       | UD-Ve          |
| 5e              | Henri Gorce-Franklin                              |       | UNR-UDT | Pierre-Bernard Cousté |       | UD-Ve          |
| 6e              | Marcel Houël                                      |       | PCF     | Marcel Houël          |       | PCF            |
| 7e              | Philippe Danilo                                   |       | UNR-UDT | Philippe Danilo       |       | UD-Ve          |
| 8e              | Joseph Charvet                                    |       | CNIP    | Pierre Morison        |       | RI             |
| 9e              | Joseph Rivière                                    |       | MRP     | Georges Vinson        |       | FGDS (CIR)     |
| 10e             | Charles Germain                                   |       | Modérés | Joseph Rosselli       |       | FGDS (Radical) |

## Résultats

### Résultats à l'échelle du département
| Parti          | Parti                                           | Premier tour | Premier tour | Second tour | Second tour | Sièges |
| Parti          | Parti                                           | Voix         | %            | Voix        | %           | Sièges |
| -------------- | ----------------------------------------------- | ------------ | ------------ | ----------- | ----------- | ------ |
|                | Union des démocrates pour la Ve République      | 144 060      | 20,12        | 165 622     | 35,01       | 6      |
|                | Républicains indépendants                       | 26 855       | 5,62         | 34 075      | 7,20        | 1      |
|                | Modérés                                         | 16 294       | 3,41         | 9 490       | 2,01        | 0      |
|                | Union des républicains de progrès               | 187 209      | 39,14        | 209 187     | 44,22       | 7      |
|                |                                                 |              |              |             |             |        |
|                | Section française de l'Internationale ouvrière  | 39 914       | 8,35         | 43 782      | 9,26        | 0      |
|                | Parti radical                                   | 39 278       | 8,21         | 39 214      | 8,29        | 1      |
|                | Convention des institutions républicaines       | 8 326        | 1,74         | 14 636      | 3,09        | 1      |
|                | Fédération de la gauche démocrate et socialiste | 87 518       | 18,30        | 97 632      | 20,64       | 2      |
|                |                                                 |              |              |             |             |        |
|                | Parti communiste français                       | 99 778       | 20,86        | 121 142     | 25,61       | 1      |
|                | Progrès et démocratie moderne                   | 76 139       | 15,92        | 45 087      | 9,53        | 0      |
|                | Parti socialiste unifié                         | 23 224       | 4,86         | Retrait     | Retrait     | 0      |
|                | Extrême droite                                  | 4 393        | 0,92         |             |             | 0      |
|                |                                                 |              |              |             |             |        |
| Inscrits       | Inscrits                                        | 633 574      | 100,00       | 633 535     | 100,00      | 10     |
| Abstentions    | Abstentions                                     | 135 646      | 21,41        | 148 487     | 23,44       |        |
| Votants        | Votants                                         | 497 928      | 78,59        | 485 048     | 76,56       |        |
| Blancs et nuls | Blancs et nuls                                  | 19 667       | 3,95         | 12 000      | 2,47        |        |
| Exprimés       | Exprimés                                        | 478 261      | 96,05        | 473 048     | 97,53       |        |

### Résultats par circonscription

#### Première circonscription (Lyon, Bellecour - Montchat)
| Candidat       | Candidat                  | Parti          | Premier tour | Premier tour | Second tour | Second tour |  |
| Candidat       | Candidat                  | Parti          | Voix         | %            | Voix        | %           |  |
| -------------- | ------------------------- | -------------- | ------------ | ------------ | ----------- | ----------- |  |
|                | René Caille sortant réélu | UD-Ve          | 16 601       | 35,53        | 22 866      | 51,31       |  |
|                | René Chevailler           | PCF            | 10 142       | 21,71        | 21 695      | 48,69       |  |
|                | Henri Collomb             | CD (PDM)       | 8 560        | 18,32        | Retrait     | Retrait     |  |
|                | Auguste Octobon           | FGDS (SFIO)    | 5 053        | 10,82        |             |             |  |
|                | Pierre Simon              | PSU            | 4 908        | 10,5         |             |             |  |
|                | Jean-Claude Charra        | Modérés        | 1 458        | 3,12         |             |             |  |
|                |                           |                |              |              |             |             |  |
| Inscrits       | Inscrits                  | Inscrits       | 63 431       | 100,00       | 63 431      | 100,00      |  |
| Abstentions    | Abstentions               | Abstentions    | 14 804       | 23,34        | 15 952      | 25,15       |  |
| Votants        | Votants                   | Votants        | 48 627       | 76,66        | 47 479      | 74,85       |  |
| Blancs et nuls | Blancs et nuls            | Blancs et nuls | 1 905        | 3,92         | 2 918       | 6,15        |  |
| Exprimés       | Exprimés                  | Exprimés       | 46 722       | 96,08        | 44 561      | 93,85       |  |

#### Deuxième circonscription (Lyon, Vieux Lyon - Fourvière - Les Brotteaux)
| Candidat       | Candidat                       | Parti          | Premier tour | Premier tour | Second tour | Second tour |  |
| Candidat       | Candidat                       | Parti          | Voix         | %            | Voix        | %           |  |
| -------------- | ------------------------------ | -------------- | ------------ | ------------ | ----------- | ----------- |  |
|                | Henri Guillermin sortant réélu | UD-Ve          | 16 121       | 38,3         | 18 240      | 43,9        |  |
|                | Roger Fenech                   | CD (PDM)       | 7 749        | 18,41        | 7 422       | 17,86       |  |
|                | Henri Charvenet                | PCF            | 7 534        | 17,9         | 12 436      | 29,93       |  |
|                | Jean Mercier                   | FGDS (Radical) | 7 252        | 17,23        | 3 454       | 8,31        |  |
|                | Élie Depardon                  | PSU            | 3 432        | 8,15         |             |             |  |
|                |                                |                |              |              |             |             |  |
| Inscrits       | Inscrits                       | Inscrits       | 56 251       | 100,00       | 56 251      | 100,00      |  |
| Abstentions    | Abstentions                    | Abstentions    | 13 259       | 23,57        | 13 980      | 24,85       |  |
| Votants        | Votants                        | Votants        | 42 992       | 76,43        | 42 271      | 75,15       |  |
| Blancs et nuls | Blancs et nuls                 | Blancs et nuls | 904          | 2,1          | 719         | 1,7         |  |
| Exprimés       | Exprimés                       | Exprimés       | 42 088       | 97,9         | 41 552      | 98,3        |  |

#### Troisième circonscription (Lyon, La Croix-Rousse - Les Terreaux)
| Candidat       | Candidat                      | Parti          | Premier tour | Premier tour | Second tour | Second tour |  |
| Candidat       | Candidat                      | Parti          | Voix         | %            | Voix        | %           |  |
| -------------- | ----------------------------- | -------------- | ------------ | ------------ | ----------- | ----------- |  |
|                | Édouard Charret sortant réélu | UD-Ve          | 13 824       | 37,8         | 16 051      | 44,67       |  |
|                | Jacques Soustelle             | Modérés        | 7 934        | 21,7         | 9 490       | 26,41       |  |
|                | Jean Capiévic                 | PCF            | 5 290        | 14,47        | 10 388      | 28,91       |  |
|                | Georges Méfret                | FGDS (Radical) | 4 444        | 12,15        |             |             |  |
|                | Jean Genéty                   | CD (PDM)       | 2 986        | 8,17         |             |             |  |
|                | Suzanne Gerbe                 | PSU            | 2 089        | 5,71         |             |             |  |
|                |                               |                |              |              |             |             |  |
| Inscrits       | Inscrits                      | Inscrits       | 49 923       | 100,00       | 49 923      | 100,00      |  |
| Abstentions    | Abstentions                   | Abstentions    | 12 700       | 25,44        | 13 270      | 26,58       |  |
| Votants        | Votants                       | Votants        | 37 223       | 74,56        | 36 653      | 73,42       |  |
| Blancs et nuls | Blancs et nuls                | Blancs et nuls | 656          | 1,76         | 724         | 1,98        |  |
| Exprimés       | Exprimés                      | Exprimés       | 36 567       | 98,24        | 35 929      | 98,02       |  |

#### Quatrième circonscription (Lyon, Bellecombe - La Part-Dieu)
| Candidat       | Candidat          | Parti          | Premier tour | Premier tour | Second tour | Second tour |  |
| Candidat       | Candidat          | Parti          | Voix         | %            | Voix        | %           |  |
| -------------- | ----------------- | -------------- | ------------ | ------------ | ----------- | ----------- |  |
|                | Louis Joxe élu    | UD-Ve          | 18 303       | 37,32        | 24 019      | 50,42       |  |
|                | Florimond Gisclon | FGDS (SFIO)    | 9 475        | 19,32        | 23 620      | 49,58       |  |
|                | Denys Banssillon  | CD (PDM)       | 7 594        | 15,49        | Retrait     | Retrait     |  |
|                | Mireille Commaret | PCF            | 7 534        | 15,36        | Retrait     | Retrait     |  |
|                | Guy Jarrosson     | Modérés        | 6 135        | 12,51        |             |             |  |
|                |                   |                |              |              |             |             |  |
| Inscrits       | Inscrits          | Inscrits       | 66 884       | 100,00       | 66 884      | 100,00      |  |
| Abstentions    | Abstentions       | Abstentions    | 17 008       | 25,43        | 17 592      | 26,3        |  |
| Votants        | Votants           | Votants        | 49 876       | 74,57        | 49 292      | 73,7        |  |
| Blancs et nuls | Blancs et nuls    | Blancs et nuls | 835          | 1,67         | 1 653       | 3,35        |  |
| Exprimés       | Exprimés          | Exprimés       | 49 041       | 98,33        | 47 639      | 96,65       |  |

#### Cinquième circonscription (Lyon, La Guillotière - Gerland)
| Candidat       | Candidat                  | Parti          | Premier tour | Premier tour | Second tour | Second tour |  |
| Candidat       | Candidat                  | Parti          | Voix         | %            | Voix        | %           |  |
| -------------- | ------------------------- | -------------- | ------------ | ------------ | ----------- | ----------- |  |
|                | Pierre-Bernard Cousté élu | UD-Ve          | 13 127       | 34,62        | 15 815      | 41,45       |  |
|                | Roger Fulchiron           | CD (PDM)       | 10 493       | 27,67        | 8 262       | 21,65       |  |
|                | André Soulier             | FGDS (Radical) | 7 489        | 19,75        | 14 076      | 36,89       |  |
|                | Pierre Soret              | PCF            | 6 041        | 15,93        | Retrait     | Retrait     |  |
|                | Étienne Pernet            | Modérés        | 767          | 2,02         |             |             |  |
|                |                           |                |              |              |             |             |  |
| Inscrits       | Inscrits                  | Inscrits       | 51 811       | 100,00       | 51 811      | 100,00      |  |
| Abstentions    | Abstentions               | Abstentions    | 13 101       | 25,29        | 13 145      | 25,37       |  |
| Votants        | Votants                   | Votants        | 38 710       | 74,71        | 38 666      | 74,63       |  |
| Blancs et nuls | Blancs et nuls            | Blancs et nuls | 793          | 2,05         | 513         | 1,33        |  |
| Exprimés       | Exprimés                  | Exprimés       | 37 917       | 97,95        | 38 153      | 98,67       |  |

#### Sixième circonscription (Villeurbanne)
| Candidat       | Candidat                   | Parti          | Premier tour | Premier tour | Second tour | Second tour |  |
| Candidat       | Candidat                   | Parti          | Voix         | %            | Voix        | %           |  |
| -------------- | -------------------------- | -------------- | ------------ | ------------ | ----------- | ----------- |  |
|                | Marcel Houël sortant réélu | PCF            | 30 441       | 38,93        | 37 654      | 48,28       |  |
|                | Étienne Gagnaire           | FGDS (SFIO)    | 25 386       | 32,46        | 20 162      | 25,85       |  |
|                | David Rousset              | UD-Ve          | 22 376       | 28,61        | 20 174      | 25,87       |  |
|                |                            |                |              |              |             |             |  |
| Inscrits       | Inscrits                   | Inscrits       | 103 339      | 100,00       | 103 339     | 100,00      |  |
| Abstentions    | Abstentions                | Abstentions    | 15 327       | 14,83        | 24 047      | 23,27       |  |
| Votants        | Votants                    | Votants        | 88 012       | 85,17        | 79 292      | 76,73       |  |
| Blancs et nuls | Blancs et nuls             | Blancs et nuls | 9 809        | 11,15        | 1 302       | 1,64        |  |
| Exprimés       | Exprimés                   | Exprimés       | 78 203       | 88,85        | 77 990      | 98,36       |  |

#### Septième circonscription (Saint-Genis-Laval)
| Candidat       | Candidat                      | Parti          | Premier tour | Premier tour | Second tour | Second tour |  |
| Candidat       | Candidat                      | Parti          | Voix         | %            | Voix        | %           |  |
| -------------- | ----------------------------- | -------------- | ------------ | ------------ | ----------- | ----------- |  |
|                | Philippe Danilo sortant réélu | UD-Ve          | 30 041       | 41,7         | 34 179      | 48,3        |  |
|                | Maurice Jacquin               | PCF            | 13 878       | 19,27        | 24 187      | 34,18       |  |
|                | Marc Suc                      | CD (PDM)       | 13 570       | 18,84        | 12 405      | 17,53       |  |
|                | André Barthélemy              | PSU            | 12 795       | 17,76        | Retrait     | Retrait     |  |
|                | Pierre Luce                   | Extrême droite | 1 749        | 2,43         |             |             |  |
|                |                               |                |              |              |             |             |  |
| Inscrits       | Inscrits                      | Inscrits       | 93 073       | 100,00       | 93 057      | 100,00      |  |
| Abstentions    | Abstentions                   | Abstentions    | 19 436       | 20,88        | 20 783      | 22,33       |  |
| Votants        | Votants                       | Votants        | 73 637       | 79,12        | 72 274      | 77,67       |  |
| Blancs et nuls | Blancs et nuls                | Blancs et nuls | 1 604        | 2,18         | 1 503       | 2,08        |  |
| Exprimés       | Exprimés                      | Exprimés       | 72 033       | 97,82        | 70 771      | 97,92       |  |

#### Huitième circonscription (Givors)
| Candidat       | Candidat           | Parti          | Premier tour | Premier tour | Second tour | Second tour |  |
| Candidat       | Candidat           | Parti          | Voix         | %            | Voix        | %           |  |
| -------------- | ------------------ | -------------- | ------------ | ------------ | ----------- | ----------- |  |
|                | Pierre Morison élu | RI             | 14 944       | 32,21        | 20 117      | 43,35       |  |
|                | Jean Palluy        | CD (PDM)       | 12 177       | 26,25        | 11 502      | 24,79       |  |
|                | Maurice Paviot     | PCF            | 9 422        | 20,31        | 14 782      | 31,86       |  |
|                | Jean-Joseph Ragot  | FGDS (Radical) | 7 210        | 15,54        | Retrait     | Retrait     |  |
|                | Bernard Lataste    | Extrême droite | 2 644        | 5,7          |             |             |  |
|                |                    |                |              |              |             |             |  |
| Inscrits       | Inscrits           | Inscrits       | 58 241       | 100,00       | 58 240      | 100,00      |  |
| Abstentions    | Abstentions        | Abstentions    | 10 526       | 18,07        | 10 725      | 18,42       |  |
| Votants        | Votants            | Votants        | 47 715       | 81,93        | 47 515      | 81,58       |  |
| Blancs et nuls | Blancs et nuls     | Blancs et nuls | 1 318        | 2,76         | 1 114       | 2,34        |  |
| Exprimés       | Exprimés           | Exprimés       | 46 397       | 97,24        | 46 401      | 97,66       |  |

#### Neuvième circonscription (Tarare)
| Candidat       | Candidat               | Parti          | Premier tour | Premier tour | Second tour | Second tour |  |
| Candidat       | Candidat               | Parti          | Voix         | %            | Voix        | %           |  |
| -------------- | ---------------------- | -------------- | ------------ | ------------ | ----------- | ----------- |  |
|                | Joseph Rivière sortant | UD-Ve          | 13 667       | 39,91        | 14 278      | 41,49       |  |
|                | Georges Vinson élu     | FGDS (CIR)     | 8 326        | 24,31        | 14 636      | 42,53       |  |
|                | Georges Goutagneux     | CD (PDM)       | 8 173        | 23,86        | 5 496       | 15,97       |  |
|                | Roger Montadert        | PCF            | 4 082        | 11,92        |             |             |  |
|                |                        |                |              |              |             |             |  |
| Inscrits       | Inscrits               | Inscrits       | 43 144       | 100,00       | 43 134      | 100,00      |  |
| Abstentions    | Abstentions            | Abstentions    | 7 928        | 18,38        | 8 195       | 19          |  |
| Votants        | Votants                | Votants        | 35 216       | 81,62        | 34 939      | 81          |  |
| Blancs et nuls | Blancs et nuls         | Blancs et nuls | 968          | 2,75         | 529         | 1,51        |  |
| Exprimés       | Exprimés               | Exprimés       | 34 248       | 97,25        | 34 410      | 98,49       |  |

#### Dixième circonscription (Villefranche-sur-Saône)
| Candidat       | Candidat                | Parti          | Premier tour | Premier tour | Second tour | Second tour |  |
| Candidat       | Candidat                | Parti          | Voix         | %            | Voix        | %           |  |
| -------------- | ----------------------- | -------------- | ------------ | ------------ | ----------- | ----------- |  |
|                | Joseph Rosselli élu     | FGDS (Radical) | 12 883       | 36,76        | 21 684      | 60,84       |  |
|                | Charles Germain sortant | RI             | 11 911       | 33,99        | 13 958      | 39,16       |  |
|                | Georges Auroux          | PCF            | 5 414        | 15,45        | Retrait     | Retrait     |  |
|                | Michel Lamy             | CD (PDM)       | 4 837        | 13,8         | Retrait     | Retrait     |  |
|                |                         |                |              |              |             |             |  |
| Inscrits       | Inscrits                | Inscrits       | 47 477       | 100,00       | 47 465      | 100,00      |  |
| Abstentions    | Abstentions             | Abstentions    | 11 557       | 24,34        | 10 798      | 22,75       |  |
| Votants        | Votants                 | Votants        | 35 920       | 75,66        | 36 667      | 77,25       |  |
| Blancs et nuls | Blancs et nuls          | Blancs et nuls | 875          | 2,44         | 1 025       | 2,8         |  |
| Exprimés       | Exprimés                | Exprimés       | 35 045       | 97,56        | 35 642      | 97,2        |  |